# Sixty Six
Sixty Six è un film del 2006 diretto da Paul Weiland basato su un'esperienza del regista stesso.

## Trama
Bernie Reubens è un ragazzino ebreo prossimo al proprio bar mitzvah. Quando viene a sapere che la data della cerimonia, il 30 luglio 1966, coincide con la finale della coppa del mondo di calcio, inizia a sperare con tutte le sue forze che la nazionale inglese padrona di casa non raggiunga la finale e di volta in volta prega perché vincano gli avversari dei britannici, ma le preghiere di Bernie non vengono esaudite, l'Inghilterra si qualifica per la finale, mandando così a monte la sua festa. L'evento spiacevole tuttavia contribuirà a rinsaldare il suo rapporto con il padre.